# Pour oublier qu'on s'est aimé
Singles de Nino Ferrer
Je reviendrai
(1964)
Pour oublier qu'on s'est aimé est le premier 45 tours de Nino Ferrer. Sorti en 1963, sa promotion est compromise par des difficultés inhérentes au label Bel Air.
Le disque inclut deux titres ayant une valeur symbolique dans la carrière de l'artiste : Un an d'amour (c'est irréparable) et Pour oublier qu'on s'est aimé.

## Historique
Durant l'année 1963, Nino Ferrer, qui arrive au terme de la période qu'il s'est fixée pour connaître le succès comme musicien, se fait enfin remarquer. Fin 1962, les Dixie Cats, groupe dont il fait partie, avait été recruté pour accompagner la jeune chanteuse américaine Nancy Holloway. Celle-ci connaît le succès au printemps 1963 et laisse son bassiste interpréter quelques morceaux en concert, principalement des reprises de succès R&B, lorsqu'elle doit quitter la scène pour changer de tenue. Nino Ferrer, qui se cherche encore un nom de scène, a ainsi l'occasion de se produire avec elle à L'Olympia, en première partie de Gilbert Bécaud.

Parallèlement, il multiplie avec les Dixie Cats les prestations dans des clubs de jazz ou de rock comme le Golf-Drouot qui lui valent quelques articles dans des revues spécialisées, certains le surnommant « le Ray Charles français ». Il est présenté à Léo Missir, responsable du label Bel Air, appartenant à Barclay, et qui a pour but d'accueillir de jeunes artistes. À ce moment-là, le tout Paris du milieu du disque l'a aperçu au moins une fois sur scène reprendre un tube R&B, et Léo Missir lui donne sa chance. Pour oublier qu'on s'est aimé sort fin novembre 1963.

## Réception et postérité
La sortie du disque intervient à l'époque du divorce d'Eddy Barclay et de sa seconde épouse. Celle-ci, dans le partage des biens, récupère le label Bel Air, et entreprend de se mêler de sa gestion. Bel Air s'en trouve totalement désorganisé. Pour oublier qu'on s'est aimé, bien accueilli par la critique, ne bénéficie d'aucune promotion et enregistre des ventes très modestes.  
Deux chansons figurant sur cet enregistrement vont ultérieurement acquérir une valeur symbolique dans son œuvre. 

### Un an d'amour (c'est irréparable)
En 1953, jeune étudiant âgé de 18 ans, le futur Nino Ferrer joue du jazz Nouvelle-Orléans dans les rues de Paris, accompagné d'amis avec lesquels il fondera plus tard son premier groupe, les Dixie Cats. Il rencontre ainsi une jeune femme d'un an son aînée, prénommée Claire, dont il tombe éperdument amoureux. Elle le quitte après une liaison d'un an, le laissant dévasté, hésitant entre le suicide et l'engagement dans la Légion étrangère. Il compose Un an d'amour en évocation de cette liaison malheureuse, qu'il interprète ensuite régulièrement avec les Dixie Cats.
Après sa sortie en France fin 1963, le titre est piraté au Liban, où il connait un grand succès, ce qui vaut à Nino Ferrer d'être invité pendant l'été 1964 durant une semaine au Stéréo Club, une boite de Beyrouth où il est traité comme une vedette internationale, et où la chanson est repérée par un producteur italien en vacances. Elle est alors reprise par l'artiste Mina et figure parmi les 10 meilleures ventes en Italie de 1965. En France, Dalida l'interprète la même année, et des versions sortent dans plusieurs pays européens.  
Nino Ferrer est toutefois furieux de ce succès qui lui échappe : ne sachant pas lire la musique, il n'a pas pu s'inscrire à la SACEM, et a dû se résoudre à cosigner ses six premières chansons avec un sociétaire déjà inscrit pour pouvoir faire reconnaître ses droits. En outre, Un an d'amour étant déjà de multiples fois déposé auprès de la SACEM, il a du modifier le titre de sa chanson, y ajoutant un complément significatif . Du fait de ce titre différent, il ne touche pas de royalties sur les ventes réalisées par Mina en Italie, et de nombreuses reprises sorties en Europe dans les années suivantes sont en fait des interprétations pirates.  
Interprété par Luz Casal  sur la bande originale du film Talons aiguilles de Pedro Almodóvar sous le titre Un año de amor, le morceau connaît un renouveau en 1991. On trouve aujourd'hui des adaptations jusqu'au Japon. Il figure également au générique du film Innocents (2003) de Bernardo Bertolucci.

### Pour oublier qu'on s'est aimé
Composé au début des années 60, ce morceau ponctue la carrière de Nino Ferrer.  Reprenant le thème de la rupture amoureuse, il est interprété dans une ambiance jazzy (piano et saxophone), et se termine sur un rire sarcastique difficilement interprétable. Il est repris en France dès 1964 par Catherine Franck, une autre chanteuse du label Bel Air, puis en 1967 par Nicoletta. On le retrouve ensuite  sur quatre disques de Nino Ferrer. Alors qu'il ne réenregistra jamais Un an d'amour, le chanteur inclut Pour oublier qu'on s'est aimé sur son premier album Enregistrement public. Peu satisfait par ces premières versions, il délivre en 1972, sur l'album  Métronomie, une interprétation bluesy qui souligne l'intensité dramatique des paroles (« Combien de fois dire ton nom, pour qu'il ne soit plus ton nom à toi ? »), et reflète les prestations live réalisées en Italie en 1970, captées sur l'album Rats and Rolls.  
En 1980, il reprend une dernière fois la chanson sur l'album La Carmencita, best-of ironique qui est pour lui une manière de passer à une autre étape de sa carrière.

## Titres
| No | Titre                             | Durée      |
| -- | --------------------------------- | ---------- |
| 1. | Pour oublier qu'on s'est aimé     | 2 min 06 s |
| 2. | Souviens-toi                      | 2 min 35 s |
| 3. | Un an d'amour (c'est irréparable) | 3 min 06 s |
| 4. | 5 bougies bleues                  | 2 min 09 s |